# Вечният градинар
Вечният градинар (на английски: The Constant Gardener) е драматичен филм от 2005 г.

## Актьорски състав
| Актьор           | Роля                 |
| Ралф Файнс       | Джъстин Куейл        |
| Рейчъл Вайс      | Теса Куейл           |
| Дани Хюстън      | Санди Удроу          |
| Хюбърт Коунде    | Арнолд Блум          |
| Арчи Панджаби    | Гита Пиърсън         |
| Бил Най          | сър Бърнарт Пелегрин |
| Джерард Максорли | сър Кенет Къртис     |
| Пийт Постълуейт  | доктор Лорбиър       |

## Награди и номинации
| Категория                                            | Номиниран(и)              | Резултат               |
| Оскар (5 март 2006 г.)                               | Оскар (5 март 2006 г.)    | Оскар (5 март 2006 г.) |
| ---------------------------------------------------- | ------------------------- | ---------------------- |
| Най-добра поддържаща женска роля                     | Рейчъл Вайс               | награда                |
| Най-добър адаптиран сценарий                         | Джефри Кейн               | номинация              |
| Най-добра оригинална филмова музика                  | Алберто Иглесиас          | номинация              |
| Най-добър филмов монтаж                              | Клеър Симпсън             | номинация              |
| Награда на БАФТА (19 февруари 2006 г.)               |                           |                        |
| Най-добър филмов монтаж                              | Клеър Симпсън             | награда                |
| Най-добър филм                                       | Най-добър филм            | номинация              |
| Най-добър британски филм                             | Най-добър британски филм  | номинация              |
| Най-добра кинематография                             | Най-добра кинематография  | номинация              |
| Най-добър звук                                       | Най-добър звук            | номинация              |
| Най-добър режисьор                                   | Фернанду Мейрелис         | номинация              |
| Най-добър адаптиран сценарий                         | Джефри Кейн               | номинация              |
| Най-добра филмова музика                             | Алберто Иглесиас          | номинация              |
| Най-добър актьор в главна роля                       | Ралф Файнс                | номинация              |
| Най-добра актриса в главна роля                      | Рейчъл Вайс               | номинация              |
| Златен глобус (16 януари 2006 г.)                    |                           |                        |
| Най-добра актриса в поддържаща роля                  | Рейчъл Вайс               | награда                |
| Най-добър драматичен филм                            | Най-добър драматичен филм | номинация              |
| Най-добър режисьор                                   | Фернанду Мейрелис         | номинация              |
| Сателит (17 декември 2005 г.)                        |                           |                        |
| Най-добра кинематография                             | Най-добра кинематография  | награда                |
| Най-добър актьор в поддържаща роля в драматичен филм | Дани Хюстън               | награда                |
| Най-добра филмова музика                             | Алберто Иглесиас          | номинация              |
| Емпайър (13 март 2006 г.)                            |                           |                        |
| Най-добър трилър филм                                | Най-добър трилър филм     | номинация              |